# Raphael Friedrich
Raphael Friedrich (25 de enero de 2001) es un deportista alemán que compite en halterofilia. Ganó una medalla de oro en el Campeonato Europeo de Halterofilia de 2025, en la categoría de 89 kg.

## Palmarés internacional
| Campeonato Europeo | Campeonato Europeo  | Campeonato Europeo | Campeonato Europeo |
| Año                | Lugar               | Medalla            | Categoría          |
| ------------------ | ------------------- | ------------------ | ------------------ |
| 2025               | Chisináu (Moldavia) | Medalla de oro     | 89 kg              |